# John Arthur Love
John Arthur Love, född 29 november 1916 nära Gibson City, Illinois, död 21 januari 2002 i Denver, Colorado, var en amerikansk republikansk politiker. Han var Colorados guvernör från 1963 till 1973.
Love studerade vid University of Denver. Han avlade 1938 grundexamen och 1941 juristexamen. Han gifte sig 1942 med Ann Daniels och paret fick tre barn: Dan, Andrew och Rebecca. Dottern Rebecca Love Kourlis var domare i Colorados högsta domstol 1995–2006.
Love deltog i andra världskriget som pilot i USA:s flotta och arbetade efter kriget som advokat i Colorado Springs. Han besegrade ämbetsinnehavaren Stephen L.R. McNichols i guvernörsvalet i Colorado 1962. USA:s president Richard Nixon utnämnde 1973 Love till chef för Office of Energy Policy. Love avgick redan efter fem månader i det ämbetet.